# Reinfried Herbst
Reinfried Herbst (n. 11 octombrie 1978, Salzburg, Austria) este un schior alpin austriac, medaliat olimpic. A participat la 3 ediții ale Jocurilor Olimpice (2006, 2010, 2014) în care a câștigat o medalie de argint.